# CCAR1
CCAR1‏ (Cell division cycle and apoptosis regulator 1) هوَ بروتين يُشَفر بواسطة جين CCAR1 في الإنسان.